# Biblioteca y Museo Presidencial de Herbert Hoover
La Biblioteca y Museo Presidencial de Herbert Hoover es la biblioteca presidencial del 31 Presidente de los Estados Unidos Herbert Hoover (1929-1933). Es situada en el Estado de Iowa, EE. UU., diez millas al este de Iowa City, y es parte de las bibliotecas Presidenciales administradas por NARA. Están enterrados el presidente Hoover y su esposa. El sitio Histórico Nacional de Hoover, contiene el lugar de nacimiento del Presidente Herbert Hoover, la iglesia, y la tienda de herrero de su padre, todos se ha restaurado y está abierto a visitantes. Un centro de visitantes es proveído de personal por el servicio del parque nacional.